# Zita Dokoupilová
Zita Dokoupilová rozená Vyjídáková (* 13. února 1955 Šternberk) je bývalá československá sportovní plavkyně.
Připravovala se společně se starším bratrem Janem v rodném Šternberku pod vedením trenéra Vyhnálka. Zvládala na slušné úrovni všechny čtyři olympijské plavecké styly – nejlépe motýlek. 
V roce 1970 splnila na srpnovém mistrovství republiky na 200 m motýlek o 2 desetiny sekundy ostrý nominační limit (2:36,0) na zářijové mistrovství Evropy v Barceloně. Při premiéře této náročné disciplíny na mistrovství Evropy jí o jedno postupové místo utekla účast v osmičlenném finále. Startovala i na 100 m motýlek, kde však skončila v závěru startovní listiny. 
V roce 1971 její výkonnost stagnovala. Zkoušela i novou disciplínu 200 a 400 m kraulem. Na podzim přestoupila do ligového oddílu University Olomouc k trenéru Karlu Rektoříkovi, ale v olympijském roce 1972 zůstala daleko za splněním nominačních limitů pro start na olympijských hrách v Mnichově.